# Stasi (editori napoletani)

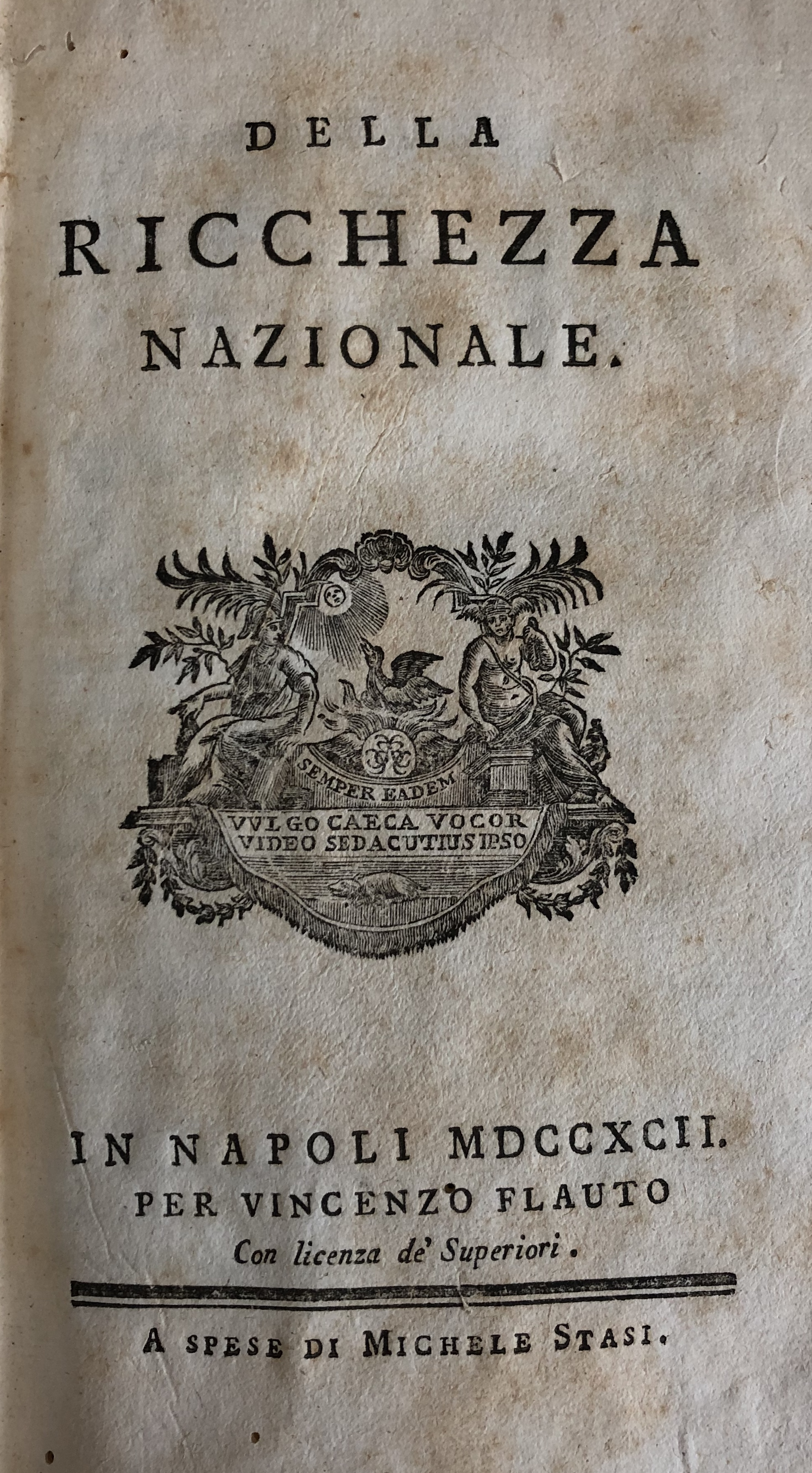
Frontespizio di Giuseppe Palmieri, Della ricchezza nazionale, Napoli, per Vincenzo Flauto a spese di Michele Stasi, 1792. Esemplare conservato presso il Fondo Ventimiglia, CBA Università degli studi di Salerno.

Gli Stasi furono una famiglia di stampatori, librai ed editori che operarono a Napoli dalla metà del XVIII secolo, nella zona compresa tra via San Gregorio Armeno e via San Biagio dei Librai.

## Storia
Negli ultimi anni del Seicento i fratelli Marc'Antonio, stampatore, e Giuseppe Stasi, libraio, originari di Polignano, si trasferiscono a Napoli in cerca di fortuna. Alla metà degli anni Cinquanta del XVIII secolo, il figlio di Marc'Antonio, Gregorio, approfittando del momento favorevole per lo sviluppo dell'editoria, riadatta i locali del padre, siti di fronte alla chiesa di S. Liguoro, per avviare un esercizio librario. Nel frattempo, come era prassi, destina il figlio Michele ad apprendista presso la ditta del libraio Giuseppe Buono per la durata di sei anni. Alla fine del tirocinio di Michele, Gregorio affida l'attività di libreria al figlio, tenendo per sé il settore delle stampe. Michele che aveva già a suo tempo richiesto come salario di apprendista dei testi di editori veneziani, ben presto si afferma come guida della libreria, come riconosciuto anche dai fratelli minori, Giuseppe e Antonio, curando i contatti commerciali con gli editori stranieri, inserendosi nella rete di agenti librari pugliesi e abruzzesi. Con la sua abilità trasforma la piccola bottega in un luogo di incontro di eruditi e scrittori, che si recano presso la libreria in San Gregorio Armeno al numero 26 e 27 anche per sfogliare periodici italiani e stranieri
Nel 1757 sposa Anna Maria Visconti, vedova di Orazio d'Aiello, libraio di seggio del Nilo. Dalla moglie riceve in dote i libri che il marito aveva acquistato dai Remondini di Venezia. Così anche al momento delle nozze del figlio chiede che tra i beni dati in dote vi sia una quota di volumi di argomento giuridico. Per assicurarsi benessere investe ogni risorsa nell'acquisto e produzione di nuovi volumi, sapendo quanto sia sfavorevole a tutta la categoria l'importazione di libri stranieri, soprattutto da Francia e Paesi Bassi. Nel 1761 Alfonso Maria de' Liguori chiede alla Camera di Santa Chiara che lo Stasi sia editore di fiducia per la pubblicazione dei suoi lavori. La svolta nella sua vita professionale si ha agli inizi degli anni Settanta quando trova un nuovo finanziatore nella figura di Michele Selvaggi, intimo amico di S. Alfonso, con la cui protezione riesce ad ottenere il monopolio sulla pubblicazione delle opere del santo e dei testi scolastici. Nel 1764 Michele fa sposare il fratello minore Giuseppe con Anna Maria Alfano, figlia di Tommaso Alfano, curatore della stampa delle opere del Muratori.
Negli anni Ottanta, morto il padre Gregorio, Michele può avviarsi a gestire in proprio la ditta con l'aiuto dei figli, Giovan battista e Gabriele, che diventerà l'erede universale dei suoi beni. Intraprende la strada del commercio internazionale di libri stranieri, da Parigi, Lione, Losanna e Ginevra e prende in affitto altri vani per conservare i libri e ampliare la bottega, nel vicolo degli Zuroli e in quello dei Carbonari.
A questo punto la produzione della ditta è divenuta ormai famosa e segue la via tradizionale della letteratura del secolo. Dai padri della chiesa alla moderna spiritualità di s. Alfonso, dalla teologia rigorista di Giovanni Lorenzo Berti alla cultura scientifica di Francesco Redi, dai testi scolastici ai testi filosofici-massonici dell'amico Francesco Saverio Salfi, a quelli di profonda fede rivoluzionaria di Vincenzo Troisi, alle nuove proposte economiche di Giuseppe Palmieri. Michele Stasi è stato anche editore della Scienza della Legislazione, incaricato da Gaetano Filangieri di curarne la pubblicazione.
L'editore sceglie di pubblicare opere più vicine al gusto del pubblico settecentesco, come dizionari mitologici e biografici e testi in piccolo formato, come i romanzi e le tragedie dell'Alfieri e nel frattempo acquista anche numerose biblioteche private di famiglie nobiliari, sia direttamente dagli eredi sia presso le aste pubbliche.
Alla sua morte, avvenuta nel 1794, gli succede il figlio Gabriele, che morirà improvvisamente nel 1808 a soli trentasette anni. Gabriele trascorre i primi anni a completare la pubblicazione delle opere intraprese dal padre, per poi assumere un impegno politico più diretto durante la rivoluzione del 1799 e negli anni successivi. La libreria Stasi si distingue per la vendita della nuova Costituzione e del "Giornale letterario di Napoli". Gabriele diventa membro della municipalità cittadina, ma crollata la Repubblica deve fuggire e i suoi beni sono sequestrati. Nel 1800 viene arrestato e scarcerato solo un anno dopo. Con l'arrivo a Napoli delle truppe francesi nel 1806, Gabriele diviene membro del decurionato cittadino fino alla morte. La continuità della ditta Stasi viene assicurata dal figlio Ferdinando.